# Hasköy, Ardahan
Hasköy là một thị trấn thuộc thành phố Ardahan, tỉnh Ardahan, Thổ Nhĩ Kỳ. Dân số thời điểm năm 2010 là 345 người.